# Amtsgericht Wusterhausen/Dosse
Das Amtsgericht Wusterhausen/Dosse war ein preußisches Amtsgericht mit Sitz in Wusterhausen/Dosse in der Provinz Brandenburg.

## Geschichte
Ab 1849 bestand das Kreisgericht Neuruppin mit einer Gerichtskommission in Wusterhausen. Übergeordnet war das Appellationsgericht Frankfurt a. d. Oder. Im Rahmen der Reichsjustizgesetze wurden diese Gerichte aufgehoben und reichsweit einheitlich Oberlandes-, Land- und Amtsgerichte gebildet. Das königlich preußische Amtsgericht Wusterhausen/Dosse wurde mit Wirkung zum 1. Oktober 1879 als eines von 15 Amtsgerichten im Bezirk des Landgerichtes Neuruppin im Bezirk des Kammergerichtes gebildet. Der Sitz des Gerichtes war die Stadt Wusterhausen/Dosse. Sein Gerichtsbezirk umfasste aus dem Landkreis Ruppin die Stadtbezirke Neustadt a. D. und Wusterhausen, die Amtsbezirke Dessow, Dreetz, Friedrich-Wilhelm-Gestüt, Ganzer, Garz, Kampehl, Klausiushof, Rackel, Plänitz und Wildberg. Am Gericht bestanden 1880 zwei Richterstellen. Das Amtsgericht war damit ein mittelgroßes Amtsgericht im Landgerichtsbezirk.
Zum 1. Juli 1951 wurde das Amtsgericht Wusterhausen/Dosse in eine Zweigstelle des Amtsgerichtes Neuruppin umgewandelt. Im Jahre 1952 wurden in der DDR die Amtsgerichte abgeschafft und stattdessen Kreisgerichte gebildet. Wusterhausen/Dosse kam zum Kreis Kyritz im Bezirk Potsdam, zuständiges Gericht war damit das Kreisgericht Kyritz. Das Amtsgericht Wusterhausen/Dosse wurde aufgehoben und auch nach dem Zusammenbruch der DDR nicht mehr neu gebildet.